# Bahnhof Nishi-Kokubunji
Der Bahnhof Nishi-Kokubunji (jap. 西国分寺駅, Nishi-Kokubunji-eki) ist ein Bahnhof auf der japanischen Insel Honshū. Er wird von der Bahngesellschaft JR East betrieben und befindet sich in der Präfektur Tokio auf dem Gebiet der Stadt Kokubunji.

## Verbindungen
Nishi-Kokubunji ist ein Turmbahnhof, an dem sich zwei Linien von JR East auf unterschiedlichen Ebenen kreuzen. Die für den Personenverkehr bedeutendere ist die Chūō-Schnellbahnlinie von Tokio über Shinjuku und Hachiōji nach Takao, deren Gleise in diesem Abschnitt identisch mit jenen der Chūō-Hauptlinie sind. Hier halten Kaisoku-Eilzüge und Kakueki-teisha-Nahverkehrszüge, was während der Hauptverkehrszeit eine Zugfolge von nur zwei Minuten ergibt. Tagsüber werden neun Züge je Stunde und Richtung angeboten. Alle übrigen Eil- und Schnellzüge fahren ohne Halt durch. Auf der Musashino-Linie verkehren Nahverkehrszüge üblicherweise alle sieben bis zehn Minuten von Fuchū-Honmachi entweder nach Nishi-Funabashi, Kaihinmakuhari oder – überleitend auf die Keiyō-Linie – nach Tokio; zweimal täglich fährt ein Nahverkehrszug von Fuchū-Honmachi direkt nach Ōmiya.
Mehrere Bushaltestellen befinden sich auf dem Platz vor dem Südeingang sowie an der Straße beim Osteingang. Sie werden von einem Dutzend Linien der Gesellschaften Bushu Kōtsū, Keiō Bus und Willer Express bedient.

## Anlage
Der Bahnhof steht an der Grenze der Stadtteile Nishi-Oigakubo im Norden und Izumichō-Kyonanchō im Süden. Von Osten nach Westen ausgerichtet ist der Bahnhofteil der Chūō-Schnellbahnlinie und der Chūō-Hauptlinie. Er besitzt zwei Gleise, die in einem Einschnitt an überdachten Seitenbahnsteigen liegen. Der Einschnitt ost breit genug, um bei einem weiteren Ausbau zwei zusätzliche Gleise aufzunehmen; die Seitenbahnsteige könnten in diesem Fall problemlos zu Mittelbahnsteigen umfunktioniert werden. Darüber spannt sich auf dem Höhenniveau der umliegenden Straßen das Empfangsgebäude, das die Form eines Reiterbahnhofs aufweist. Rechtwinklig dazu angeordnet ist die von Süden nach Norden verlaufende Musashino-Linie. Sie befährt einen Viadukt leicht über dem westlich davon gelegenen Empfangsgebäude und besitzt zwei Gleise an überdachten Seitenbahnsteigen.
Im Fiskaljahr 2018 nutzten durchschnittlich 29.928 Fahrgäste täglich den Bahnhof.

## Bilder

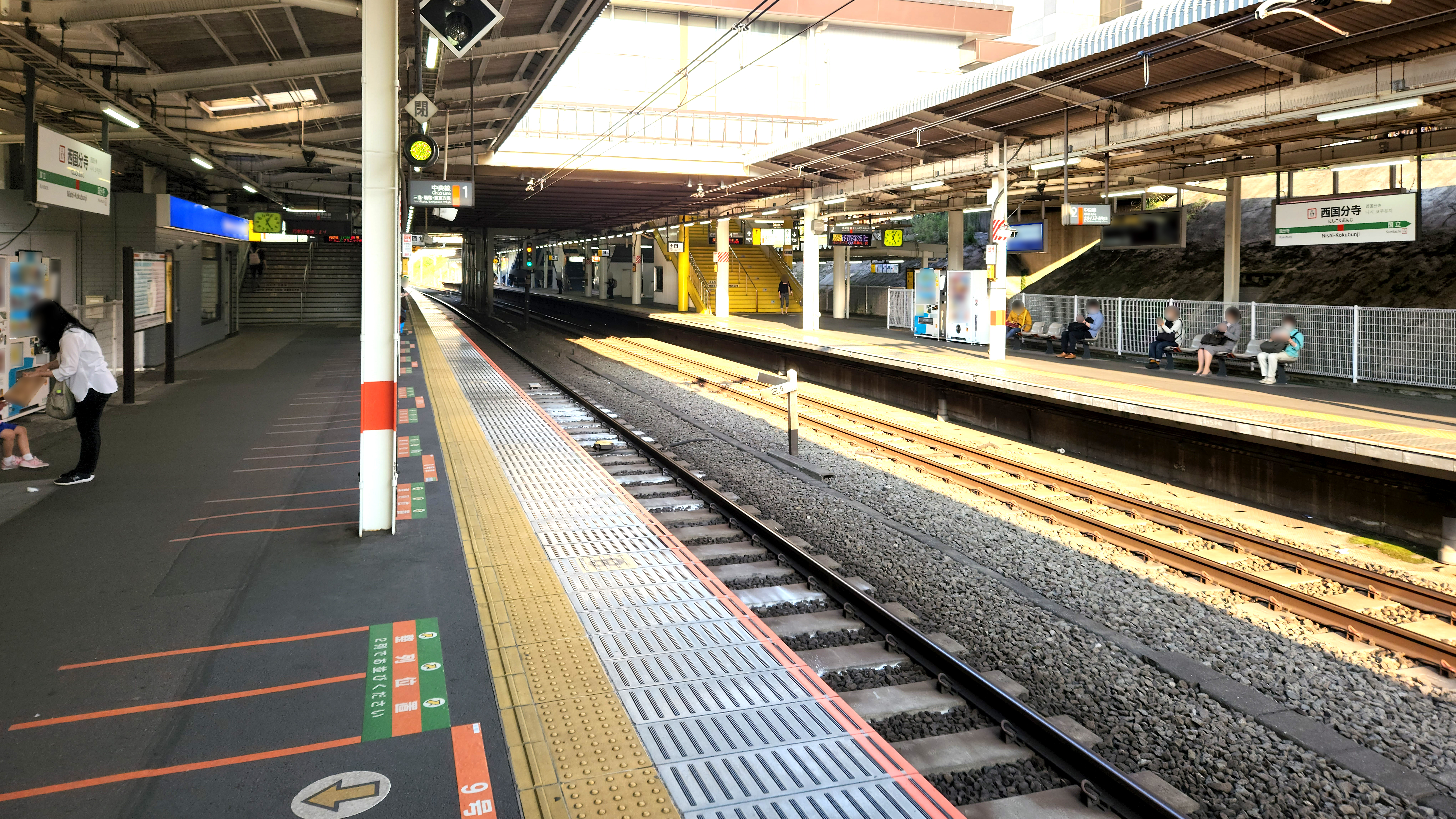
Bahnsteige an der Chūō-Schnellbahnlinie
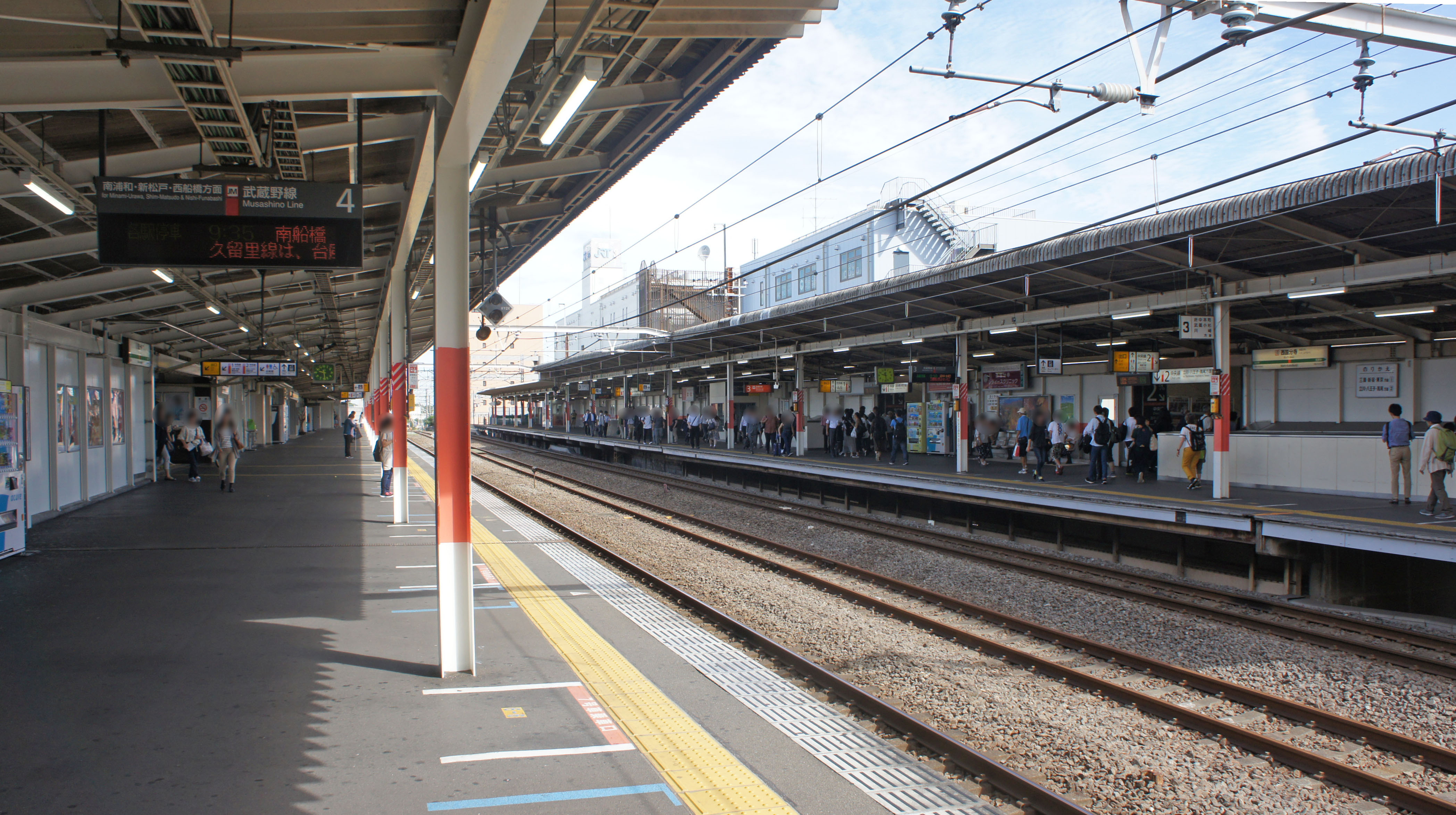
Bahnsteige an der Musashino-Linie
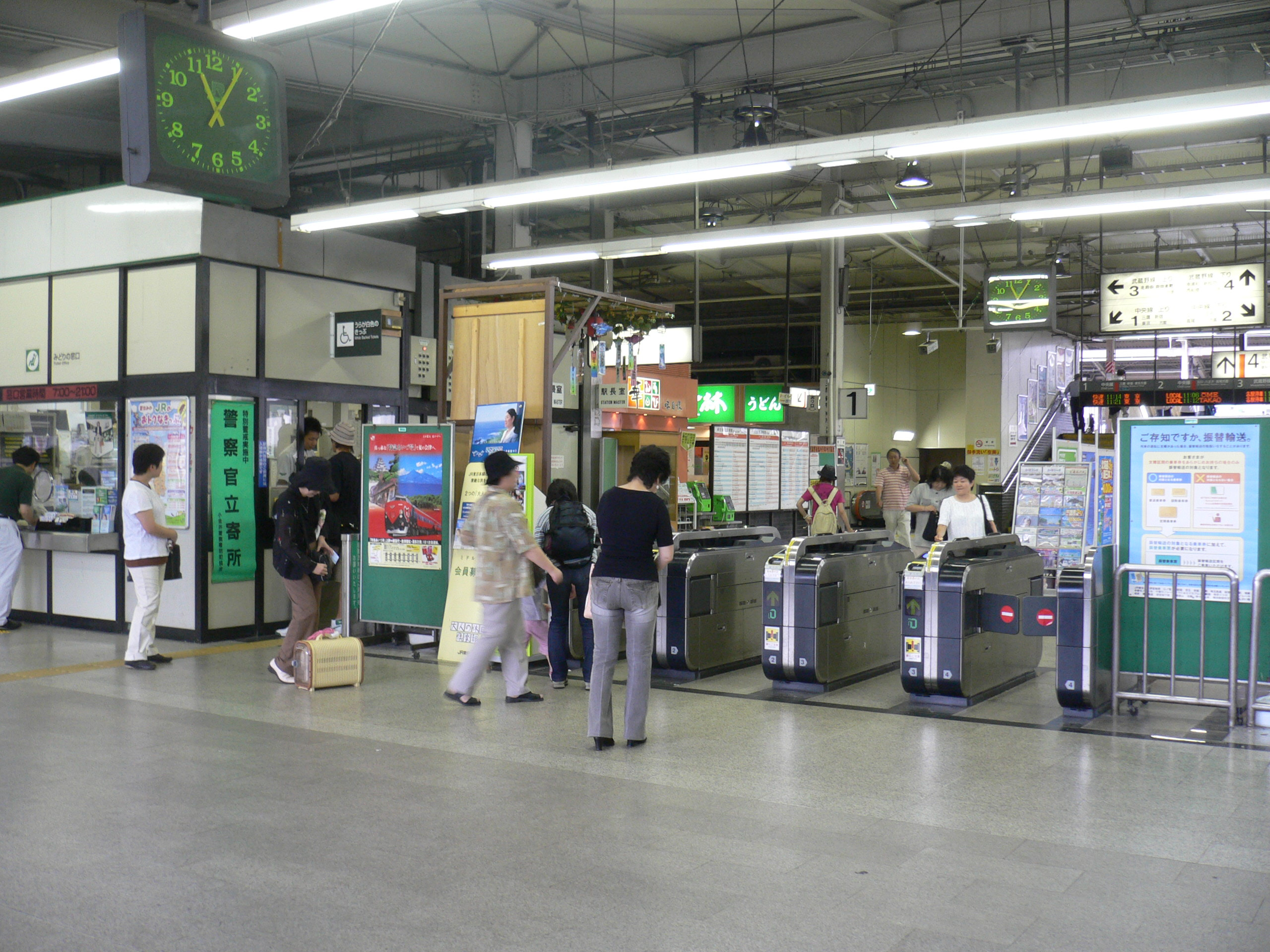
Bahnsteigsperren

## Gleise
| 1 | ▉ Chūō-Schnellbahnlinie | Mitaka • Nakano • Shinjuku • Tokio            |
| 2 | ▉ Chūō-Schnellbahnlinie | Tachikawa • Hachiōji • Takao                  |
| 3 | ▉ Musashino-Linie       | Fuchū-Honmachi                                |
| 4 | ▉ Musashino-Linie       | Minami-Urawa • Shin-Matsudo • Nishi-Funabashi |

## Linien
| Verlauf der Chūō-Schnellbahnlinie |
| --- |
| Tokyo –Kanda • Ochanomizu • Yotsuya • Shinjuku • Nakano • Kōenji • Asagaya • Ogikubo • Nishi-Ogikubo • Kichijōji • Mitaka • Musashi-Sakai • Higashi-Koganei • Musashi-Koganei • Kokubunji • Nishi-Kokubunji • Kunitachi • Tachikawa • Hino • Toyoda • Hachiōji • Nishi-Hachiōji • Takao |

| Verlauf der Musashino-Linie |
| --- |
| Fuchū-Honmachi • Kita-Fuchū • Nishi-Kokubunji • Shin-Kodaira • Shin-Akitsu • Higashi-Tokorozawa • Niiza • Kita-Asaka • Nishi-Urawa • Musashi-Urawa • Minami-Urawa • Higashi-Urawa • Higashi-Kawaguchi • Minami-Koshigaya • Koshigaya-Laketown • Yoshikawa • Yoshikawaminami • Shin-Misato • Misato • Minami-Nagareyama • Shin-Matsudo • Shin-Yahashira • Higashi-Matsudo • Ichikawaōno • Funabashihōten • Nishi-Funabashi |

## Geschichte
Der durch das Stadtgebiet führende Teil der Chūō-Hauptlinie existiert bereits seit 1889, ein Bahnhof an dieser Stelle ließ jedoch lange auf sich warten. 1927 plante das Eisenbahnministerium erstmals einen Außenring, auf dem Güterzüge den Großraum Tokio weiträumig umfahren sollten. Der Pazifikkrieg und seine Folgen zögerten die Verwirklichung des Projekts um Jahrzehnte hinaus. Schließlich begannen die Bauarbeiten an der Musashino-Linie im Dezember 1965. Bei Nishi-Kokubunji war zunächst nur eine Unterführung unter der Chūō-Hauptlinie hindurch vorgesehen. Als die Japanische Staatsbahn beschloss, auf der entstehenden Strecke künftig auch Personenverkehr durchzuführen, gab sie den Bau eines Kreuzungsbahnhofs in Auftrag. Am 1. April 1973 nahm sie gleichzeitig die Musashino-Linie und den Bahnhof Nishi-Kokubunji in Betrieb. Im Rahmen der Staatsbahnprivatisierung ging der Bahnhof am 1. April 1987 in den Besitz der neuen Bahngesellschaft JR East über.